# Ivarahalli, Sidlaghatta
Ivarahalli là một làng thuộc tehsil Sidlaghatta, huyện Chikkaballapur, bang Karnataka, Ấn Độ.